# 松本任弘
松本任弘（まつもと ただひろ、1937年3月21日 - ）は、日本のヘブル語学者、神学校教師。旧約聖書学専攻。

## 来歴
台湾台北市生まれ。高知県出身。新改訳聖書の伝道者の書を翻訳した。
東京理科大学卒業。聖書神学舎（現、聖書宣教会）卒業。トリニティ神学校、シカゴ大学大学院修了、エルサレム聖地研究所卒業。

## 著書
- 『これだけは知っておきたい聖書地理』
- 『創世記』（実用聖書注解）、いのちのことば社、1995年